# Novotinea andalusiella
Novotinea andalusiella is een vlinder uit de familie echte motten (Tineidae). De wetenschappelijke naam is voor het eerst geldig gepubliceerd in 1964 door Petersen.
De soort komt voor in Europa.